# Ercea, Mehedinți
Ercea este un sat în comuna Căzănești din județul Mehedinți, Oltenia, România.